# Wang Film Productions
Wang Film Productions Co., Ltd. (также известная как Hong Guang Animation (宏 廣) и  Cuckoos 'Nest Studio) — тайваньско-американская анимационная студия, действующая с 1978 года. Является одна из старейших и наиболее плодовитых студий аутсорсинга в сфере анимации.

## История
Студия была основана в 1978 году аниматором Джеймсом Вонгом как заграничное подразделения американского анимационного агентства Hanna-Barbera и изначально именовалась как Wang Film/Cuckoos' Nest. Работой курировал Дон Паттерсон. Вначале в компании работало около 50 сотрудников, но вскоре их количество возросло до 300.
В первый год работы компанией было снято 17 серий для мультсериалов Hanna-Barbera. Вскоре у них были контракты с Walt Disney, Warner Brothers и Universal.
Из-за повышения заработной платы и обменного курса Cuckoos' Nest была исключена из рынка аутсорсинга. Вследствие этого в 1990 году в Чжухае был построен филиал студии. Компания начала компьютеризацию для снижения затрат, одновременно обучая уволенных с работы работе с компьютерами. К 1993 году у компании была возможность выпускать 200 получасовых эпизодов ежегодно. В 1993 году в качестве альтернативы рассматривалось создание шанхайского подразделения, возможно, совместного предприятия с Бангкоком. Кроме того, в середине 1994 года ожидалось, что на рынке появятся материалы, разработанные и произведённые собственными силами.
Компания также известна своей работой над зарубежным производством франшиз студий Nelvana, Film Roman, Klasky Csupo, Walt Disney Studio и Stretch Films. Они также участвовали в создании эффектов для фильма «Трон» и некоторых телевизионных серий мультсериала Peanuts, в производстве чернил и матирования краски, а также анимации.